# 米多比鎮久
米多比鎮久（天文20年（1551年）?－寬永10年9月11日（1633年）—），日本戰國時代之筑前國糟屋郡的國人領主，為米多比直知之子，幼名米王丸、五郎次郎，通稱新蔵人、三左衛門，官稱丹波守，異名為虎丹波，在擔任立花氏的家老後受賜姓「立花」。其妻為立花道雪繼女・安武吉子。

## 早年生平

### 家族背景
米多比鎮久之先祖以繼體天皇的御宇左大臣家憲為起始，受賜「丹治」姓，後裔則略稱「丹」姓；其5代孫宮內卿家義繼續擔任御宇左大臣，受嵯峨天皇賜與大和國涉田領地，其孫丹治武延受陽成天皇之命前往關東武藏國加治鄉，成為所謂「武藏七黨」之一，被世間稱為「丹黨」。其後裔移動到九州筑前國糟屋郡米多比山築起「米多比城」，故而此後稱作米多比氏，和薦野氏為同族。
戰國時代的米多比氏大略分為從屬大內氏以及大友氏兩派系，依照大友氏系米多比氏之「丹治姓米多比氏略系」，祖先為葛原親王十二代之孫二郎太夫直貞，移住武藏國熊谷領百餘町，為四黨之旗頭，其子次郎直實・小次郎直家跟隨源賴朝，直實七代之孫尾張守直經，為備後・石見・安藝三國之目代，到後裔領有筑前國糟屋郡米多比村，自是以米多比為氏，直家十九代之孫為主計頭元實。
米多比鎮久的祖父米多比元實於弘治3年（1557年）7月，參加大友家討伐秋月文種、筑紫惟門之戰役，於是役戰死。

### 拒敵建功
永祿7年（1564年），原為大友家家臣的立花鑑載於立花山城起兵反叛大友家當主大友宗麟，事前因米多比鎮久之父直知對大友家保持忠誠，遭立花鑑載設宴謀殺（另有一說為戰死）。此叛變行動於翌年7月4日，在大友家重臣戶次鑑連（即立花道雪）和吉弘鑑理等將領活躍下完成鎮壓，而由於大友宗麟惜其家系下未將發動叛亂的鑑載殺滅，令其繼續擔任立花山城的東城「井樓岳城」城主，並指派怒留湯直方為立花山西城「白岳城」城主，以作監視。此時，米多比鎮久尚未元服，受到主君大友宗麟感念其父祖盡忠戰死，而賜予感狀，並受賜「鎮」字，正式元服後取名「鎮久」，繼續與其一族擔任立花山城的與力眾。
永祿10年（1567年）9月5日，立花山城東北方的宗教豪族宗像氏貞進攻立花山城，於飯盛山布陣，立花鑑載及怒留湯直方在席內村、團之原兩地迎擊宗像軍，將其擊退至赤間山城，此時宗像方將領吉田守致單挑擊殺怒留湯久則後逆轉形勢；同月7日，米多比鎮久與一族之薦野增時在領地抵抗宗像軍侵攻，因此獲授戰功感狀。8日，宗像軍以許斐氏備率兵再度進擊至立花山城下的上和白並發動火攻，遭怒留湯直方擊退；10日，宗像軍轉攻院內一地，立花鑑載及怒留湯直方則攻入宗像家的領地，並於飯盛山下對戰，遭擊退。
至同年10月22日，薦野宗鎮與米多比鎮久等率1千五百人兵力反攻宗像家領內西鄉、許斐等地，並於福間、田島、東鄉一帶採取火攻；當月25日，宗像家臣小樋宗頼鎮守冠山城以防備敵軍攻勢，宗像氏貞則與杉連並、麻生元重率2千人軍力，出戰福間河原，兩軍交鋒後互相撤退。
永祿11年（1568年）3月，立花鑑載再次反叛，派出安武民部、藤木和泉守等將率領8百人兵力，襲擊米多比鎮久及其同僚薦野増時的領地，兩人以3百兵力迎擊，並於西鄉原擊退立花軍。

## 新生立花氏時期

### 新主陪臣
在大友宗麟派出戶次鑑連（即立花道雪）等將再次鎮壓立花鑑載後，於元龜2年（1571年）令戶次鑑連轉封至筑前的立花山城，並於5月形式上繼承立花氏，受任筑前守護代；此時米多比鎮久與同樣被立花鑑載謀殺父親的薦野增時一同成為立花道雪的寄騎與力眾。
天正6年（1578年），大友家於耳川大敗於島津家，使得大友家逐漸式微，筑前國人如秋月、原田、宗像、草野等再次發起反叛。天正7年（1579年）3月16日至18日，秋月軍出陣至八嶽，宗像、原田等將出兵合流，立花道雪派出家臣小野鎮幸、米多比鎮久、刃連孫九郎、野上連貞、吉田連正、原尻鎮清、由布惟信、由布惟次、竹迫鑑種、竹迫連種、十時惟由、城戶清種等家臣出戰，在刃連孫九郎的突擊與野上連貞投入並戰死下，立花軍家臣擊敗秋月軍。

### 生松原之戰
天正7年(1579年)7月12日至18日，立花道雪為牽制原田軍，又出兵往安樂平城集結小田部及大津留的8百餘軍力，從海、陸二方面進軍至早良郡鳥飼、生松原，與原田親秀觸發第二次「生松原之戰」，薦野增時、小野鎮幸、十時連貞、東鄉三九郎、安東連善、足達連安、後藤種長、後藤連種、米多比彈介、米多比鎮久、由布惟時等將參戰，小田部鎮元、大津留鎮忠進行橫擊，擊敗原田親秀；另一方面，原田隆種又分兵擊退大津留、小田部軍，最終雙方各自撤退。
8月13日，立花道雪派出家臣足立連安、小野鎮幸、米多比鎮久、後藤連種、井手連度、竹迫連種、安東連善、安東連信、米多比彈介、由布惟時、丹親次等將，率領1千5百人兵力運輸輜重，救援食糧不足、鎮守大友方柑子岳城的木付鑑實，在14日回程的歸途中，於生松原一地遭原田隆種的伏軍夜襲（即第三次「生松原之戰」），道雪此戰在立花山下的遠矢原乘轎督戰、不在前線，後藤種長、小野正廣、北庄正隅（為小野正廣的弟弟）、酒井外記、井手口盛廣、小串成春、下莊民部、下郡統久、沓掛鎮利、佐伯孫六、酒井外記、赤尾帶刀、高瀨內藏丞、安部右馬助、和田七郎兵衛、平川善五郎、大良兵衛、武久將監、大石長右衛門、奈須又市郎、河野圖書、衛藤善三郎、河崎喜六、石松掃部助、河野彌七郎、小原長左衛門、圓木惣左衛門等多數家臣於此役陣亡。

### 潤野原合戰
天正9年（1581年）11月6日，大友宗麟為援助被秋月種實、問註所鑑景夾擊的家臣朽網鑑康，而命道雪、紹運、宗茂出陣，而立花高橋共率5千人兵力再次對秋月氏領地的嘉麻、穗波一帶發動攻勢；立花高橋軍在收到豐後的大友軍將於原鶴一帶迎擊秋月軍的消息後，於回軍途中遭到秋月軍的上野四郎兵衛、坂田勘解由左衛門實久以及豐前、筑前國人眾長野、城井、千手、杉率領約8千騎兵追擊。立花高橋軍利用地形，於八木山石坂道的大日寺埋伏，於大日寺前的潤野原反擊敵軍後，又往南追擊敵人至土師村，大友家臣小野鎮幸、薦野增時、大橋京林、新田鎮實、米多比鎮久、和仁統實、森下重一等將擊殺敵軍3百餘人，立花高橋軍亦損失3百餘人，而秋月軍的坂田實久等將領共戰死7百60人，道雪的軍師大橋京林因此在八木山當地建立千人塚；此戰為「潤野原合戰」，而米多比鎮久躍馬揮槍殺入敵軍，擊殺敵將原孫九郎。

### 征戰立功
天正9年11月12日，宗教豪族宗像氏貞的部分家臣不滿早先將部分領地作為色姬的嫁妝封賞立花，趁立花軍一面出戰秋月軍（即潤野原之戰），一面以由布惟信、薦野增時、小野鎮幸、立花鎮實、內田鎮家、足立連安等立花家臣率8百人兵力，運糧前往兵糧不足、位於筑前東南邊境的鷹取城時，聯合秋月軍於13日半路伏擊（即「小金原之戰」，立花家稱「清水原之戰」）；此戰中，立花家諸將各別討取敵方將領，足立連安連斬18名敵軍，米多比鎮久擊殺石松新三郎貞景，而由布惟信之子由布惟次也以鐵砲狙擊敵方大將河津修理進盛長、立下大功，並在之後投入的戰鬥中身受13處重傷，最後在由布、小野、薦野、內田、十時等立花家臣以背對日光、自高處下山衝陣等兵法上的正確判斷，大敗宗像方，而其將領吉田貞辰、石松秀兼等人皆被殲滅。由於宗像氏貞發動此役背叛與立花家之間的盟約，觸怒立花道雪，兩家之間的同盟因此破裂。
天正10年（1582年）12月22日，米多比鎮久隨道雪攻入宗像家領地，率一眾部下再次立功。
天正13年（1585年）3月，在立花道雪與紹運出兵筑後之時，道雪的繼承人立花統虎（即立花宗茂）以18歲之齡，率千餘兵力守城。秋月種實認為立花山城兵力單薄，便率8千軍力進攻，立花統虎決定率5百兵力、兵分三隊夜襲秋月軍。立花軍先以身為家老的米多比鎮久率百餘名兵力繞至秋月軍後方，佯攻秋月家居城古處山城，引誘秋月軍部分兵力追擊，此時統虎和增時率1百50兵力以火計夜襲秋月軍本陣，造成敵軍前後混亂甚而自相殘殺；另一方面，家老十時連貞也伏兵於森林中，率兵從側面突入，鎮久亦率軍繞回夾擊，秋月方因此大敗並損失3百餘人。之後，秋月種實串通身為立花家臣的櫻井兄弟暗中謀反，被統虎識破，並平定家族內謀反的兩人；而種實見內應謀反失敗，改以小兵力妨害耕作、破壞農田，皆為統虎擊退，秋月軍遂放棄攻城、退回領地
天正14年（1586年）8月24日，米多比鎮久隨立花宗茂出立花山城反擊島津軍，25則作為先鋒參加高鳥居城攻略戰。「九州征伐」過後，立花家領受筑後柳川的領地，成為大名，米多比鎮久則分封鷹尾城、受領3千5百石俸祿，為立花家五大重臣之一。天正15年（1587年）9月下旬，他率領鐵砲騎兵先鋒隊前往肥後救援佐佐成政，擊敗隈部親永軍的大將有動兼元（肥後國人一揆・永野原之戰）。

### 出兵朝鮮
「文祿慶長之役」爆發後，文祿元年（1592年）7月9日，米多比鎮久參與第一次「錦山之戰」，援護小早川隆景擊滅高敬命；同年8月9日，他在「梁丹山之戰」中殲滅再度進攻的南平縣監韓楯5百人兵力；當月18日，鎮久在第二次「錦山之戰」又再次援護小早川隆景擊滅趙憲、僧將靈圭、海南縣監邊應並。文祿2年（1593年）1月26日，「碧蹄館之戰」中，他對戰明軍和朝鮮軍的聯軍。
慶長2年（1597年）7月25日，米多比鎮久防衛唐島而進行舟船海戰。慶長3年（1598年）1月2日，他在「般丹之戰」對戰明軍和朝鮮軍的聯軍；當月4日，鎮久參與第一次「蔚山之戰」對戰明、朝鮮軍。9月下旬，他亦參與第二次「蔚山之戰」對戰明和朝鮮之聯軍；至12月16日，鎮久再於「露梁海戰」中對戰明、朝鮮軍。

## 輾轉時期

### 轉仕
「關原之戰」後，立花家被迫改易，米多比鎮久選擇照顧立花道雪的遺孀寶樹院及遺女、身為立花家女當主的立花誾千代，鎮久因此依新主公加藤清正的安排、受領3千石俸祿，於肥後腹赤村的一處陣屋敷中照顧寶樹院，並且幫忙打理誾千代的日常事務。
慶長7年（1602年），由於誾千代日日鬱悶而先於母親寶樹院去世，寶樹院則受到米多比鎮久迎接至米多比家的宅邸安養，後於1616年逝世。這段期間，鎮久與立花宗茂保持聯絡，傳達許多留在肥後熊本藩的立花家臣們情況。至熊本藩第二代加藤忠廣時，由於米多比鎮久被捲入加藤家的「牛方馬方騒動」，他作為御家事件的證人前往江戶幕府進行說明，之後被安置在舊主宗茂所處的陸奧棚倉藩。

### 回仕
在立花家回歸柳川大名後，米多比鎮久在宗茂再三請求下回任仕官，任家老兼大組頭、受領1千石俸祿。鎮久育有三子，長子米多比鎮信（立花主馬、民部少輔、三左衛門）、次子小田部鎮教（安太夫、右馬助、土佐守）以及三子米多比茂成（采女、七兵衛、源太左衛門）。
次子小田部鎮教因為立花家重臣小田部統房無嗣，而過繼給統房，鎮信以及茂成則成為立花家回歸柳川後的重臣和側近。米多比鎮信在寬永元年（1624年）8月於柳川病死，三子米多比茂成亦於寬永二年（1625年）8月於江戶為宗茂側近期間病逝，而鎮久本人則於寬永十年（1633年）逝世，享年83歲，法名「空源院西譽榮鎮大居士」，羿月其妻吉子（法號「清竜院」）也隨之逝世。
繼承米多比氏立花家的鎮信之子米多比鎮實（河內守、三左衛門）、亦即鎮久的嫡孫，在鎮信死後擔任立花家大組頭之一，於寬永十四年（1637年）年爆發的「島原之亂」中，於12月20日隨主君立花忠茂在一次進攻之中擔任先鋒，斬殺數人後遭到敵方的銃彈亂射中彈戰死，時年25歲。此後，米多比家由鎮實之子米多比鎮俊（三左衛門、丹波）、茂成之子米多比茂辰（出雲、七兵衛）之家系延續下去。

## 付記
米多比鎮久與其一族於柳川城的堀割發展也有所貢獻，於柳川城南東側所建造的「米多比堤」如今被指定為福岡縣柳川市的文化財、重要景觀之柳川百選而被保存下來。

## 逸聞
- 因為鎮久為人剛勇果斷且恥為人後的個性而成為道雪賞識的武將，與薦野增時一同輔佐道雪，為立花雙翼中的副翼(副將)[9]。

- 道雪因為對年輕有為的鎮久感到欣賞，便把繼女吉子（道雪之妻寶樹院與前夫安武鎮則之女）嫁給了鎮久，並下賜行長大刀，為了回報道雪，每場戰爭皆親臨戰陣，以其驍勇絕倫的武力立下許多殊勳，後被賜姓立花，通稱「立花三左衛門」並官稱「丹波守」[9][75]。

- 天正13年（1585年），道雪和紹運率軍參加筑後遠征之時，鎮久和薦野增時、十時連貞一同和少主立花宗茂守在立花山城，而勢力龐大的筑前國人秋月種實則看準道雪和紹運不在，率領8千軍力想偷襲奪下立花山城，並且早先安排好內應，讓立花家臣中的櫻井治部、櫻井中務兄弟臨陣倒戈。就在櫻井兄弟商量如何倒戈之時，不巧被鎮久耳聞聽到，櫻井兄弟爲怕事跡敗露，極力勸誘鎮久參加倒戈的行動，鎮久爲怕打草驚蛇，先假裝鎮重答應倒戈，隨後避開櫻井兄弟耳目到達宗茂處報告此事，宗茂聽後命令鎮久快速封鎖各處連結城外的關口，不一會宗茂便以驚人的手段平定此內應之事，使秋月種實計劃失敗，鎮久無疑立下一大忠功。隨後鎮久擔任游擊隊率百餘人實行少主宗茂的夜襲計畫第一步，便是由鎮久率騎兵往秋月家的古處山城進攻，誘使秋月種實誤以為立花全軍進攻己方居城而分兵追擊鎮久，這時立花宗茂和薦野增時對秋月軍本陣放火使秋月軍大亂，鎮久又甩開追兵和十時連貞配合宗茂及增時夾攻秋月軍本陣，使的秋月種實無功而返[84]。

- 鎮久以立花軍備隊大將的身分參加兩度朝鮮戰役(文祿・慶長之役)。於文祿之役，鎮久在碧蹄館之戰中奮勇驍烈連斬數十名敵人，激戰之程度使得自己的軍旗甚至染滿了敵人的血，至今此軍旗仍存在後代家中[9][75]。

- 慶長2年(1597年)9月13日，立花軍於朝鮮唐島(巨濟島松真浦)駐扎，夜晚時分，鎮久與同僚麻生外記巡邏海峽之時巧見一處虎洞，洞口還有一隻幼虎，鎮久爲免生亂以一隻短鐵砲將其射殺，隔日向主君宗茂報告過後，宗茂以‘子虎既然已死，那麼親生的大虎必定會回來報仇，請不要鬆懈了’為忠告給鎮久，果然鎮久再赴同一處，發現一隻大虎於洞口正因哀而怒，鎮久此次則換了把大隻的鐵砲將其射殺。後年鎮久則因為這殺虎的事件而把這二支愛用的鐵砲取名為「大虎」、「小虎」、自身也因此而得異名「虎丹波」。二支鐵砲[85]以及虎齒[86]如今仍存在後代家中[70][75]。

- 鎮久尤善書道，其筆墨被誇讚為「有如傾國姿色之美女」[87]。